# 李靖 (神話上の人物)
李 靖（り せい）は、古代中国文学の護法神である。托塔天王（たくとうてんのう）とも称される。

## 概説
哪吒の父親とされており、托塔李天王、毘沙門托塔李天王という名前で宋代の説話や元曲に確認できる。明清交替頃の志怪小説では、托塔天王李靖と呼ばれるようになった。『封神演義』では、紂王を討伐する武王を助けたのち、仙人になったとされている。

## モデル
一般に、護法神である毘沙門天が托塔李天王のモデルと考えられている。唐代では毘沙門天が国家を助けて敵軍を打ち破ると信じられていたため、毘沙門天信仰が流行した。そのため各地に毘沙門天を祀る寺院や立像が造られ、出陣の際には祭祀が行われた。
また、道教の経典によると、唐代に実在した李靖は李淳風から伝授された兵法を得て、武廟十哲の一人として数えられるまでとなったが托塔天王とは直接関係がない。明代の小説『西遊記』には托塔天王李靖として登場した。毘沙門天信仰が流行した唐代では李靖が傑出した軍事家であり、唐王朝中期の戦争で戦功を立てたため、民間では毘沙門天と結びつけられるようになった。

## 作品ごとの人物像
『封神演義』では、商王朝陳塘関の総司令官であり、金吒・木吒・哪吒3人の子供を育てた。また、『西遊記』では先述の3人に加え、娘・貞英と義理の娘・地湧夫人がいる。
『封神演義』で、哪吒が水浴びをしていた際、東海龍王の三男・敖丙を殺してしまった。李靖は事態を収めるため、哪吒に自害を強いた。その後、哪吒が秘法で復活しようとするも、それを阻止した。しかし、太乙真人の助けを得た哪吒は、蓮の花から新たな肉体を得て復活し、李靖に復讐しようとした。李靖は襲撃から逃れるも窮地に陥っていたが、幸いにも燃燈道人から三十三天黄金宝塔を授かり、その塔に哪吒を封じ込めた。最終的に父子は和解することができた。
この宝塔によって、李靖は「托塔李天王」と称されるようになった。その後、李靖は武王や姜子牙らと共に紂王を討伐し、大きな功績を立てた。戦功を収めた後は山林に隠居し、修行に専念した末に、遂には天に昇り、仙人の一人として加わった。